# P. van Heerdt tot Eversberg-Quarles van Ufford

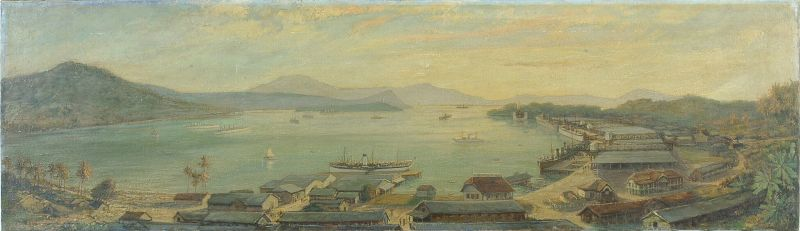
COLLECTIE TROPENMUSEUM Olieverfschildering voorstellend de haven van Sabang op Sumatra door Gravin Ph. van Heerdt tot Eversberg-Quarles van Ufford TMnr 2076-1

Gravin Anne Philippine (Phil) Madeleine van Heerdt tot Eversberg-Quarles van Ufford (Ketandan, 5 december 1862 -  Den Haag, 2 december 1939) was een Nederlands feministe en voorvechtster van het vrouwenkiesrecht. Ze was onder andere als ledenwerver en bestuurslid betrokken bij de Nederlandsche Bond voor Vrouwenkiesrecht.

## Levensloop
Philippine was de dochter van Hendrik Quarles van Ufford en Anne Madeleine Scheltema. Het gezin Quarles van Ufford verbleef tot Hendriks dood, toen Philippine zes jaar was, in Ketandan, Nederlands-Indië. Na Hendriks dood verhuisde Anne Madeleine met haar vier kinderen, van wie Philippine de oudste was, terug naar Nederland. Vervolgens verhuisde het gezin voor enkele jaren naar Zwitserland waar Philippine de akte lager onderwijs behaalde. Uiteindelijk keerde het gezin in 1879 weer terug naar Nederland. Hier ontmoette Philippine Willem Hendrik Victor graaf van Heerdt tot Eversberg met wie ze in 1884 trouwde. Datzelfde jaar verhuisde het echtpaar naar Suriname om een koffieplantage te beheren. Een jaar later werd hun enige zoon geboren. Toen het duidelijk was dat ze de koffieplantage niet winstgevend konden maken, aanvaardde Willem Hendrik Victor een positie als adjudant van de Bataafse gouverneur-generaal.

## De Nederlandsche Bond voor Vrouwenkiesrecht
In Nederland raakte Philippine net als haar schoonmoeder Emilie van Heerdt tot Eversberg-van Lansberge betrokken bij de vrouwenbeweging. Emilie was in 1898 betrokken geweest bij de Nationale Tentoonstelling van Vrouwenarbeid en had daar enkele door Philippine geschilderde werken tentoongesteld. Philippine zelf werd een geëngageerd lid van de in 1907 opgerichte Nederlandsche Bond voor Vrouwenkiesrecht. Ze was onder andere presidente van de afdeling Bloemendaal en zat in het bestuur van het comité voor maatschappelijke opvoeding.
Met haar status en netwerk kon zij in deftigere kringen doordringen met de kiesrechtboodschap. Ook schreef ze regelmatig stukken voor De Ploeger, het blad van de Bond. Zo verscheen er in 1910 van haar hand een stuk genaamd  “Wat wij vrouwen door het kiesrecht hopen te bereiken” waarin ze beargumenteerdt dat het vrouwenkiesrecht de samenleving op allerlei manieren positief zal beïnvloeden. Tevens benadrukte ze, net als veel leden van de Bond, het belang van het opvoeden van meisjes en vrouwen tot verantwoordelijke stemmers. In  “Eene eeretaak. Open brief aan alle Nederlandse meisjes en vrouwen” (1910) schreef ze over de ‘plichten’ die komen kijken bij het ‘recht’ tot stemmen. Ook op de feministische tentoonstelling De Vrouw 1813-1913 werden werken van Philippine's hand ten toon gesteld. Philippine beheerde de lectuurlijst die door de Bond samengesteld was om vrouwen te informeren en op te voeden tot bedachtzame stemmers.

## Vredesbeweging
Nadat het vrouwenkiesrecht was verworven, en de eerste verkiezingen waar vrouwen konden stemmen in het vooruitzicht lagen, hield Philippine zich des te meer bezig met het belang van opvoeding. Steeds benadrukte ze dat het belangrijk is vrouwen thuis te maken in de thema’s waar ze als kiesgerechtigden mee te maken zullen krijgen. Wereldvrede was voor Philippine, net als veel eerste golf feministes, een centraal thema. Philippine benadrukte dan ook dat vrouwen goed opgevoed moesten worden om vervolgens hun rol als opvoeder van de volgende, hopelijk vredelievende, generatie te kunnen volbrengen. In deze capaciteit was Philippine onder andere betrokken bij de Vereeniging voor Volkerenbond en Vrede. Zo publiceerde ze in 1919  “Volkerenbond, vooruitgang en opvoeding” waarin haar interesses in het vrouwenkiesrecht en wereldvrede samenkomen. Nadat Clara Guthrie d'Arcis in 1937 overleed, nam Philippine als ere-vicepresidente het presidentschap van de Union Mondiale de la femme pour la concorde internationale over.
Ze stierf te Den Haag in 1939 op 76-jarige leeftijd.